# Forner-Alcaide
Hybride
Parent  A  de l'hybridation 
  C. reticulata 
×

Parent  B  de l'hybridation 
  Poncirus trifoliata 
Classification APG III (2009)
Les Forner-Alcaide sont des agrumes hybrides du citronnier épineux (Poncirus trifoliata) obtenus par l'IVIA (Institut Valencià d'Investigacions Agràries) utilisés comme porte-greffe d'agrumes méditerranéens
Les Forner-Alcaide n°5, n°13 et n° 41 sont des hybrides de mandarine cv Cleopatra x P. trifoliata Raf. cv Roubidou, le n°417 est hybride de Citrange Troyer et le n°517 de la mandarine King. Le n°5 et le n° 417 sont les plus couramment utilisés en Espagne.

## Histoire
En 1973, W. P. Bitters fait un état des lieux de la greffe d'agrume dans les pays producteurs, les pathogènes sont inventoriés au niveau mondial. Il publie ensuite (1986) une monographie Citrus Rootstocks: Their Characters and Reactions qui analyse les 12 problématiques de la greffe d'agrume et fixe un horizon de recherche.
En 1981, Juan B. Forner, Antonio Alcaide, M. Aparicio, A., Giner J., J.A. Pina et J. Sala  du Departamento de Citricultura y Otros Frutales de l'IVIA  communiquent au congrès de l'International Society of Citriculture à Tokyo, un texte fondateur: Present status on Citrus rootstocks in Spain. Les principaux porte-greffe (issus des travaux de Swingle) d'agrume ont des limitations: Carrizo est très sensible à la salinité, les autres sont faiblement tolérants au Phytophtora et aux nématodes. Les citranges porte-greffe ont une influence sur la teneur en solides solubles des fruits de l'oranger et une taille élevée de l'arbre. Un programme espagnol d'hybridation et de sélection est lancé depuis 1978.
En 2013, l'IVIA annonce son nouveau programme d'hybridation de porte-greffes de mandarines qui comprend les Forner-Alcaides n°31, 42, 47, 234, 2313, 2324, V41, V94, 5115, V17, 1633 avec priorité à la tolérance à la chlorose ferrique et au stress hydrique.

## Les obtentions
Les Forner-Alcaide sont semi (n°5) à totalement nanifiants (n°418), la réduction de la canopée minimise les pertes lors des traitements dans les vergers, rend les fruits accessibles et permet une plus forte densité des plantations.
- Forner-Alcaide n°5 est publié au Bulletin officiel de I'Office communautaire des variétes végétales en octobre 1996[8]. Il est commercialisé depuis 2005. Il est résistant au CTV, tolérant à l'exocortis[9], à la nématode Tylenchus semipenetrans[10] et au Phytophtora. Supporte des sols salins, calcaires et aussi la sécheresse. Il est favorable à la qualité du fruit[11]. Il a une excellente résistance au froid et supporte des températures négatives au delà de -10°C[12]. Il est largement utilisé dans la limite de la production disponible en effet la reproduction se fait in vitro.
- Forner-Alcaide n°13 très proche du n°5. Calibre des fruits plus petit que le n°5[13]. Selon une publication andalouse (2021) «F-A13 s'impose comme le porte-greffe d'agrumes le plus approprié pour des systèmes de plantation plus intensifs et durables de l'oranger 'Lane Late' dans des conditions méditerranéennes»[14].

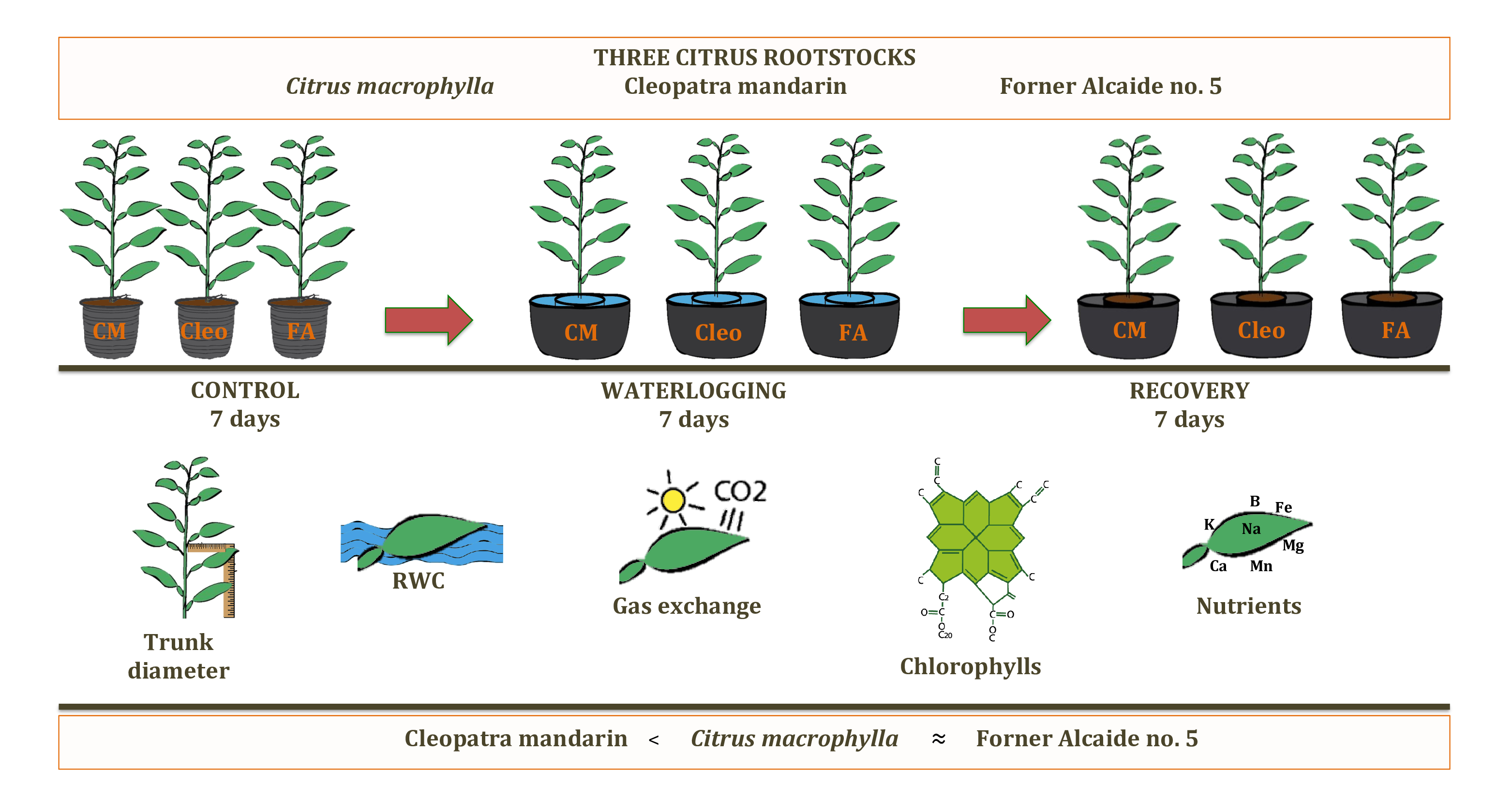
Résistance à la sécheresse, au stress des sols saturés par des pluies torrentielles et durabilité de la culture sont les nouveaux critères du choix du porte-greffe d'agrume

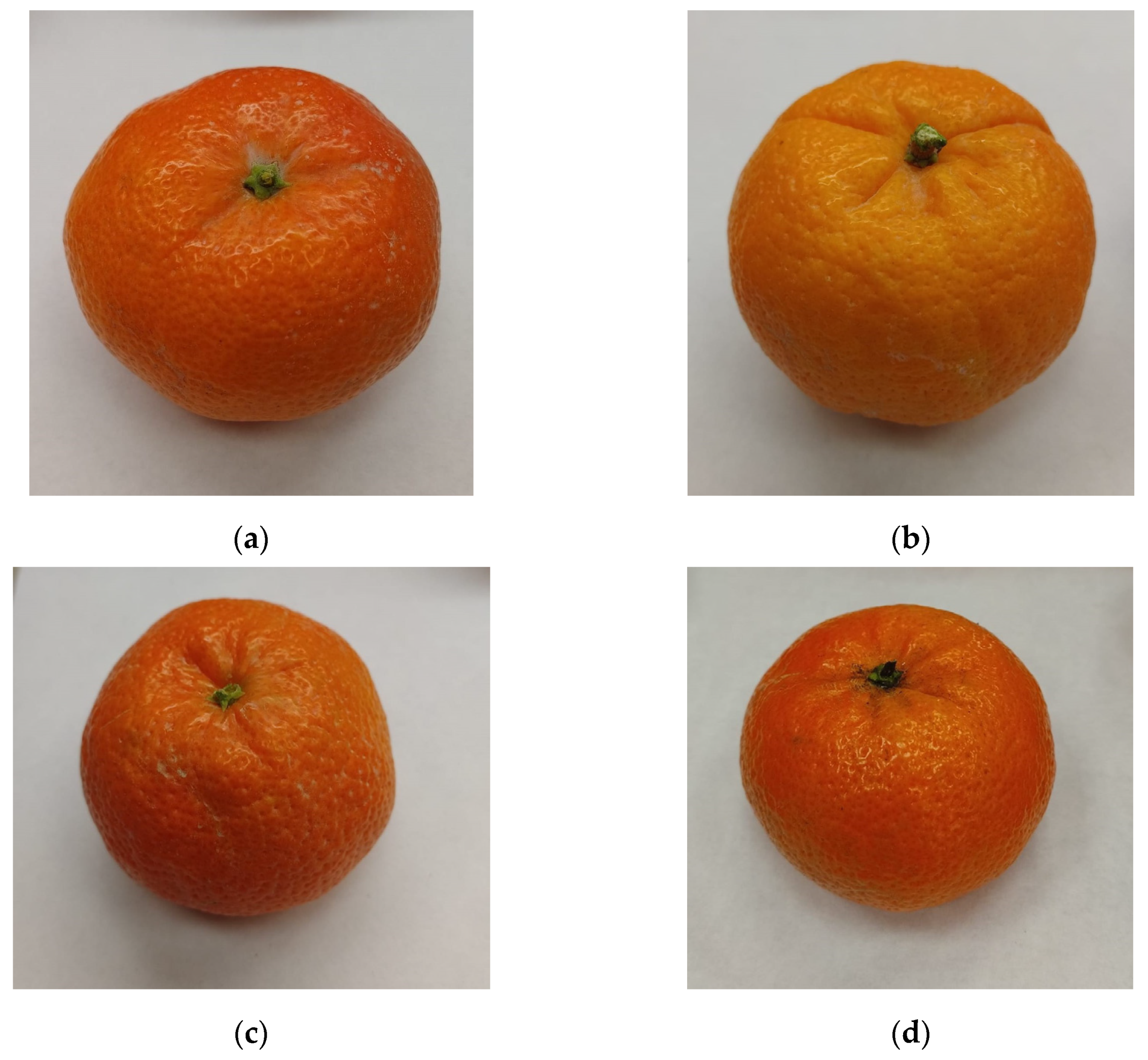
En bas (c) mandarine Tango sur porte-greffe C. macrophylla et (d) sur porte-greffe Forner-Alcaide nº5.

N°5 et 13 réduisent la présence de l'ion Chlore dans les feuilles, permettant une meilleure respiration. Ils sont considérés comme avantageux vis-à-vis de changement climatique. Forner Alcaide n° 5 à une bonne capacité à la récupération après un stress d'engorgement de courte durée du à des précipitation violentes.
- Forner-Alcaide n°418 (Citrange Troyer x mandariner commun). Fort effet nanifiant (pour la haute densité avec plus de 2000 plants/ha) et fruit de grosse taille et de bonne qualité avec un léger retard de maturation et une bonne résistance à la chute avant récolte. Pas adapté aux sols lourds et humides (sensible au Phytophtora)[18]. Toujours largement utilisé.
- Forner Alcaide 517 (Mandarine King x P. trifoliata ), entrée en production rapide, productif et fruits d'excellente qualité[13].